# Doyen d'York
Le doyen d'York (Dean of York en anglais) est le membre du clergé qui est responsable de la gestion de la cathédrale d'York (York Minster) dont il préside le chapitre. En plus de sa responsabilité à la tête de la cathédrale du diocèse et de l'église de la province, le doyen d'York a la prééminence en tant que vicaire de la Province du Nord de l’Église anglicane.

## Liste des doyens
Ce qui suit est une liste des doyens du 11e siècle à nos jours,,, :
| - 1093–c. 1135 Hugh - c. 1138–1143 William of St. Barbara - c. 1147–1157 Robert of Ghent - 1158–1186 Robert Butevilain - 1186–1189 Hubert Walter - 1189–1194 Henry Marshal - 1194–1214 Simon of Apulia - 1214–? William Testard - c. 1217–c. 1220 Hamo - 1220–1233 Roger de Insula - 1233–1238 Geoffrey de Norwich - 1239–1243 Fulk Basset - 1244–1249 Walter of Kirkham - c. 1252–1256 Sewal de Bovil - 1257–1258 Godfrey Ludham - 1258–1260 Roger de Holderness (alias Skeffling) - c. 1262–1279 William Langton - 1279–1290 Robert de Scarborough - 1290–1297 Henry of Newark - 1296–1307 William Hambleton - 1307–1310 Raymond de Got - 1310–1312 William Pickering - 1312–1333 Robert Pickering - 1333–1336 William de Colby - 1336–1340 William Zouche - 1342–1343 Hélie de Talleyrand-Périgord - 1366–1380 Cardinal Angelicus Grimaud - 1382–1385 Cardinal Adam Easton - 1385–1395 Edmund Stafford - 1395–1397 Roger Walden - 1398–1400 Richard Clifford - 1401–1406 Thomas Langley - 1406–1416 John Prophet - 1416–1420 Thomas Polton - 1420–1425 William Grey - 1426–1436 Robert Gilbert - 1436–1451 William Felter - 1452–1477 Richard Andrew | - 1477–1488 Robert Booth - 1488–1494 Christopher Urswick (également Archidiacre de Wilts, et Archidiacre de Richmond (depuis 1494)) - 1494–1496 William Sheffield - 1497–1503 Geoffrey Blythe - 1503–1507 Christopher Bainbridge - 1508–1512 James Harrington - 1513–1514 Thomas Wolsey - 1514–1516 John Yonge - 1516–1539 Brian Higden - 1539–1544 Richard Layton - 1544–1567 Nicholas Wotton - 1567–1589 Matthew Hutton - 1589–1617 John Thornborough - 1617–1624 George Meriton - 1625–1644 John Scott - 1644–1660 Abolis– Commonwealth & Protectorate - 1660–1663 Richard Marsh - Jan–Nov 1664 William Sancroft - 1664–1677 Robert Hitch (également Archidiacre d'East Riding jusqu'en 1675) - 1677–1697 Tobias Wickham - 1697–1702 Thomas Gale - 1702–1728 Henry Finch - 1728–1747 Richard Osbaldeston - 1747–1802 John Fountayne - 1802–1822 George Markham - 1823–1858 William Cockburn - 1858–1880 Augustus Duncombe - 1880–1916 Arthur Purey-Cust - 1917–1925 William Foxley Norris - 1926–1932 Lionel Ford - 1932–1941 Herbert Bate - 1941–1963 Eric Milner-White - 1964–1975 Alan Richardson - 1975–1984 Ronald Jasper - 1984–1994 John Southgate - 1994–2003 Raymond Furnell - 2004–2012 Keith Jones - décembre 2012–présent Vivienne Faull |  |

### Époque contemporaine

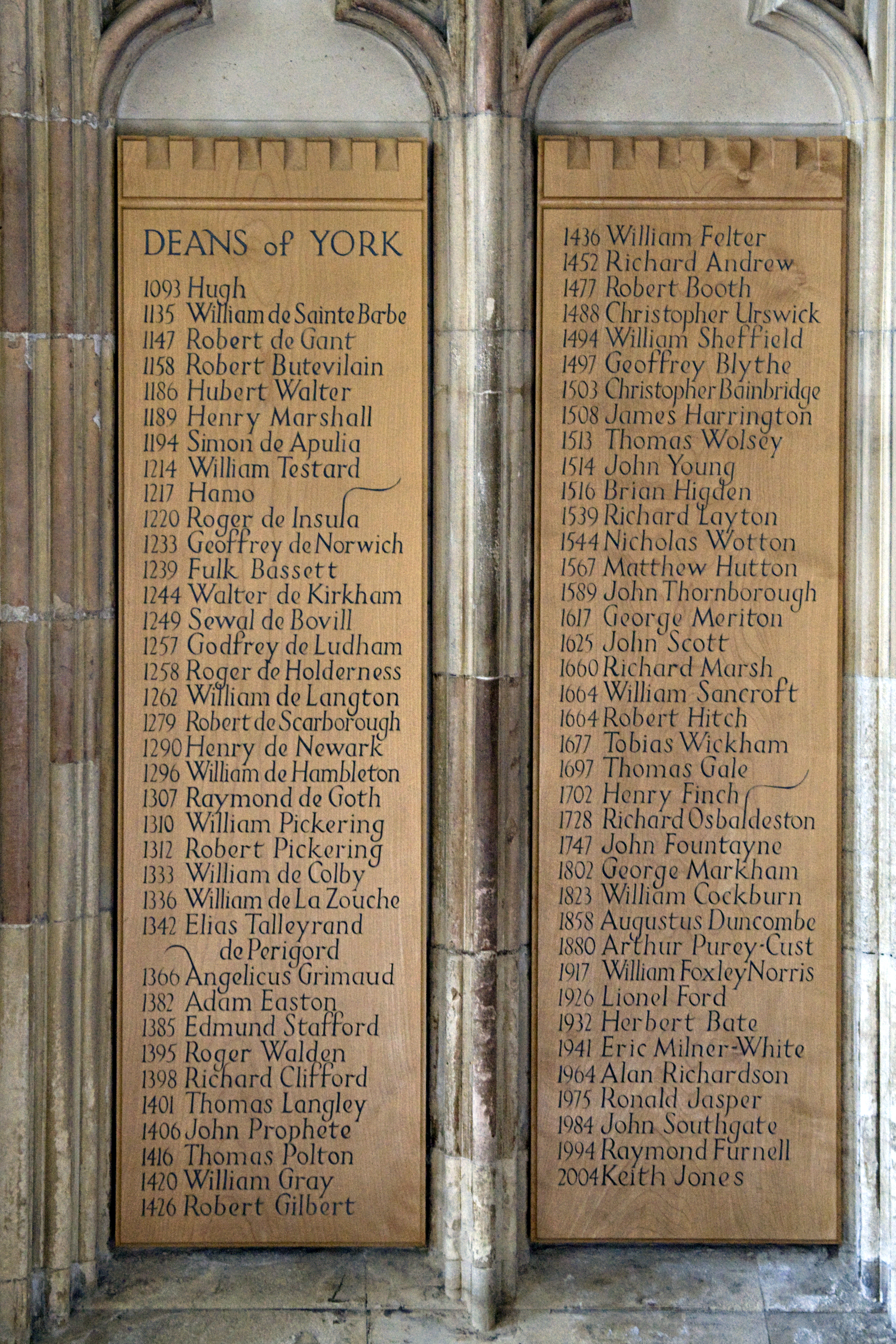
Plaque à York Minster énumérant les doyens de York

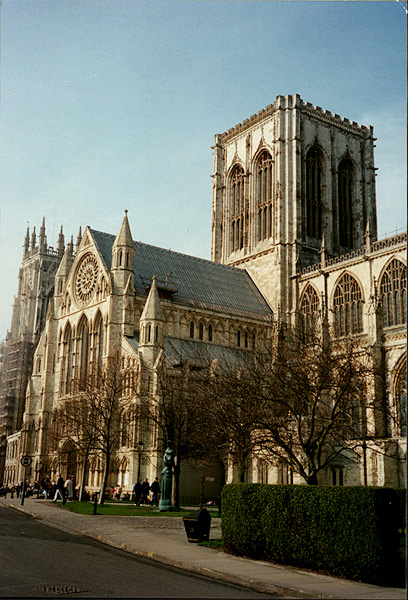
York Minster

## Sources
- (en) Edmund Fryde, D. Greenway, S. Porter et I. Roy, Handbook of British chronology, Cambridge, Cambridge University Press, 1986, 3e éd. (ISBN 978-0-521-56350-5).
- D. E. Greenway, Fasti Ecclesiae Anglicanae 1066–1300 : Volume 6 : York Diocese, British History Online, 1999 (lire en ligne), « Deans of York »
- J. M. Horn et D. M. Smith, Fasti Ecclesiae Anglicanae 1541–1857 : Volume 4 : York Diocese, British History Online, 1975 (lire en ligne), « Deans of York »
- B. Jones, Fasti Ecclesiae Anglicanae 1300–1541 : Volume 6 : Northern Province (York, Carlise and Durham), British History Online, 1963 (lire en ligne), « Deans of York »